# Kurszán
Kurszán (zm. 904) − wódz Madziarów.
W 894 wraz z Arpadem prosił Bizancjum o pomoc przeciwko Bułgarom. Zginął podczas najazdu na Bawarię.